# Juha Korkeaoja
Juha Sakari Korkeajoa, né le 11 janvier 1950 à Kokemäki, est un homme politique finlandais, membre du Parti du centre (Kesk).

## Biographie
Il est élu député à la Diète nationale en mars 1991 et devient aussitôt vice-président de la commission des Affaires étrangères. En 1993, il passe à la vice-présidence de la commission de l'Avenir, poste qu'il occupe jusqu'à la fin de la législature. Après les élections de mars 1999, il est désigné vice-président de la commission de la Défense, ainsi que du groupe du Kesk en janvier 2001.
Le 17 avril 2003, il est nommé ministre de l'Agriculture et des Forêts dans le gouvernement de la libérale Anneli Jäätteenmäki, et reconduit dès le 24 juin dans celui que forme le libéral Matti Vanhanen.
Ayant quitté le gouvernement à la fin de son mandat, le 18 avril 2007, il est porté à la présidence de la commission de la Défense. Il quitte la vie politique au terme de la législature, en avril 2011.